# Lily Kronberger
Lily Kronberger (Budapest; 12 de noviembre de 1890-ídem; 21 de mayo de 1974) fue una patinadora artística sobre hielo húngara, ganadora de cuatro campeonatos mundiales en categoría individual, entre los años 1908 y 1911.
En 1911, Kronberger se convirtió en la primera patinadora que usó acompañamiento musical durante el ejercicio; hizo esto aconsejada por su compatriota el músico Zoltán Kodály.